# Pembina Valley Region (Manitoba)

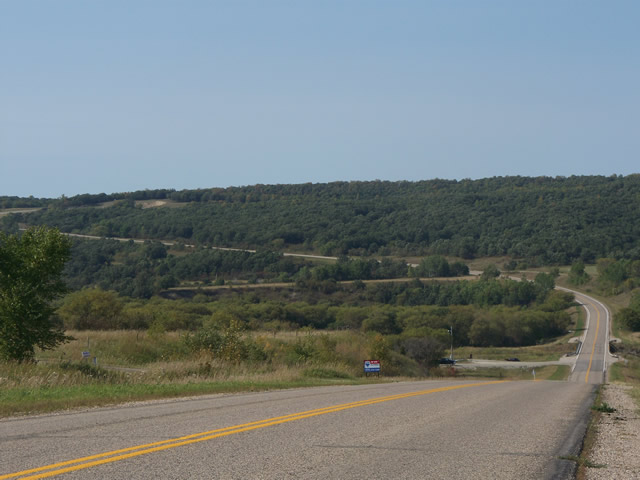
Highway 31 che attraversa la Pembina Valley nel Manitoba meridionale.

Pembina Valley è il nome dato alla regione centro-meridionale della provincia canadese di Manitoba. Il nome è quello della sua espressione geografica principale, la Valle di Pembina, che corre attraverso la parte sudoccidentale della regione.
La regione aveva una popolazione di 52.126 residenti al censimento canadese del 2001. I suoi centri abitati di maggiori dimensioni sono le città di Winkler e Morden. Altri centri importanti sono Altona e Carman. La regione comprende due unità geografiche censuarie del Canada, la No 3 e la No 4, che insieme occupano un'area di 9.790,98 km² e hanno una popolazione di 60.656 residenti al censimento canadese del 2011.
L'attività economica principale della regione è l'agricoltura.
La regione è anche nota con il nome di Parco provinciale di Pembina Valley.

## Comunità principali
- Altona
- Carman
- Cartwright
- Crystal City
- Emerson
- Gretna
- Manitou

- Morden
- Morris
- Pilot Mound
- Plum Coulee
- Roland
- Somerset
- Winkler